# Psilotris amblyrhynchus
Psilotris amblyrhynchus är en fiskart som beskrevs av Smith och Baldwin, 1999. Psilotris amblyrhynchus ingår i släktet Psilotris och familjen smörbultsfiskar. Inga underarter finns listade i Catalogue of Life.